# Ashley Joens
Ashley Joens (ur. 16 marca 2000 w Cedar Rapids) – amerykańska koszykarka występująca na pozycjach rzucającej lub niskiej skrzydłowej, obecnie zawodniczka Adelaide Lightning, a w okresie letnim – Phoenix Mercury w WNBA.
W 2018 została wybrana najlepszą koszykarką szkół średnich stanu Iowa (Iowa Miss Basketball, Gatorade State Player of the Year) oraz zaliczona do I składu USA Today All-Iowa. Wystąpiła też w meczu gwiazd szkół średnich Jordan Brand Classic All-Star.

## Osiągnięcia
Stan na 5 marca 2024, na podstawie, o ile nie zaznaczono inaczej.

### NCAA
- Uczestniczka rozgrywek:
  - Sweet 16 turnieju NCAA (2022)
  - II rundy turnieju NCAA (2019, 2021, 2022)
  - turnieju NCAA (2019, 2021–2023)
- Mistrzyni turnieju konferencji Big 12 (2023)
- Koszykarka roku konferencji Big 12 (2023)
- Most Outstanding Player (MOP=MVP) turnieju Big 12 (2023)
- Laureatka nagród:
  - Cheryl Miller Award (2021–2023)
  - Bob Bowlsby Award (2023)
  - Celia Barquin Arozamena Iowa State Female Athlete of the Year (2022)
- Zaliczona do:
  - I składu:
    - Big 12 (2020–2023)
    - najlepszych pierwszorocznych koszykarek Big 12 (2019)
    - turnieju Big 12 (2022, 2023)
    - Academic All-Big 12 (2021–2023)

  - II składu:
    - All-American (2021 przez Sports Illustrated, 2022, 2023 przez USBWA)
    - Academic All-Big 12 (2020)

  - III składu All-American (2021 przez USBWA, 2023 przez Associated Press)
  - składu:
    - honorable mention All-American (2020 przez USBWA, Associated Press, 2021 przez Associated Press)
    - Big 12 Commissioner's Honor Roll (F18, S20, F20, S21, F21, S22, F22, S23)
- Koszykarka tygodnia konferencji Big 12 (25.11.2019, 16.12.2019, 20.01.2020, 27.01.2020, 10.02.2020, 9.03.2020, 7.12.2020, 14.12.2020, 19.01.2021, 22.11.2021, 21.11.2022, 30.01.2023, 20.02.2023)
- Najlepsza pierwszoroczna koszykarka tygodnia konferencji Big 12 (21.01.2019, 28.01.2019, 4.02.2019)
- Liderka:
  - NCAA w liczbie celnych rzutów wolnych (2021 – 181)
  - wszech czasów Big 12 w liczbie rozegranych:
    - minut (5412)
    - spotkań (158)

  - konferencji Big 12 w:
  - średniej:
    - punktów (2020 – 20,5, 2021 – 24,2, 2023 – 21,6)

  - liczbie:
    - punktów (2020 – 594, 2021 – 678, 2023 – 691)
    - celnych rzutów wolnych (2020 – 187, 2021 – 181)
    - oddanych rzutów:
      - z gry (2021 – 482, 2023 – 528)
      - wolnych (2020 – 232)

  - skuteczności rzutów wolnych (2021 – 88,3 %)

### Reprezentacja

#### Seniorska
3x3
- Uczestniczka mistrzostw świata 3x3 (2022 – 7. miejsce)

#### Młodzieżowe
5x5
- Mistrzyni:
  - świata U–19 (2019)
  - Ameryki U–18 (2018)